# جووانی نانلی
جووانی نانلی (انگلیسی: Giovanni Nannelli؛ زادهٔ ۱۷ فوریهٔ ۲۰۰۰) بازیکن فوتبال اهل ایتالیا است.